# Cavia tschudii
Espèce
Statut de conservation UICN

 LC  : Préoccupation mineure
Cavia tschudii est une espèce de rongeur de la famille des Cavidés. C'est un cobaye sauvage que l'on trouve au Chili.

## Description

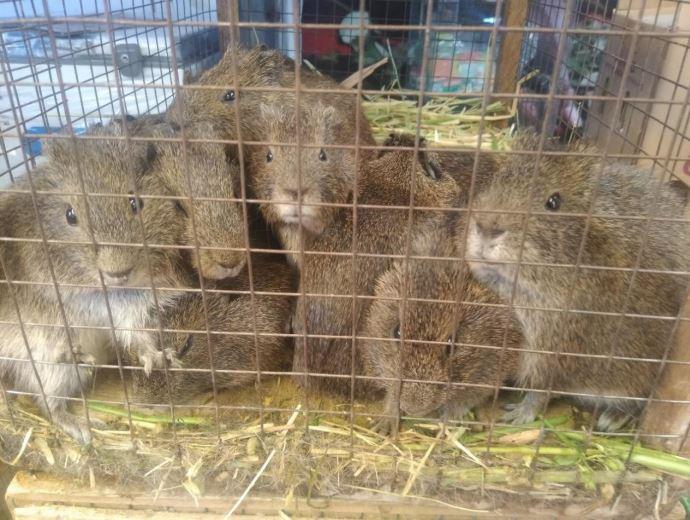
Individus en cage, prélevés dans la province de Puno pour analyse en laboratoire

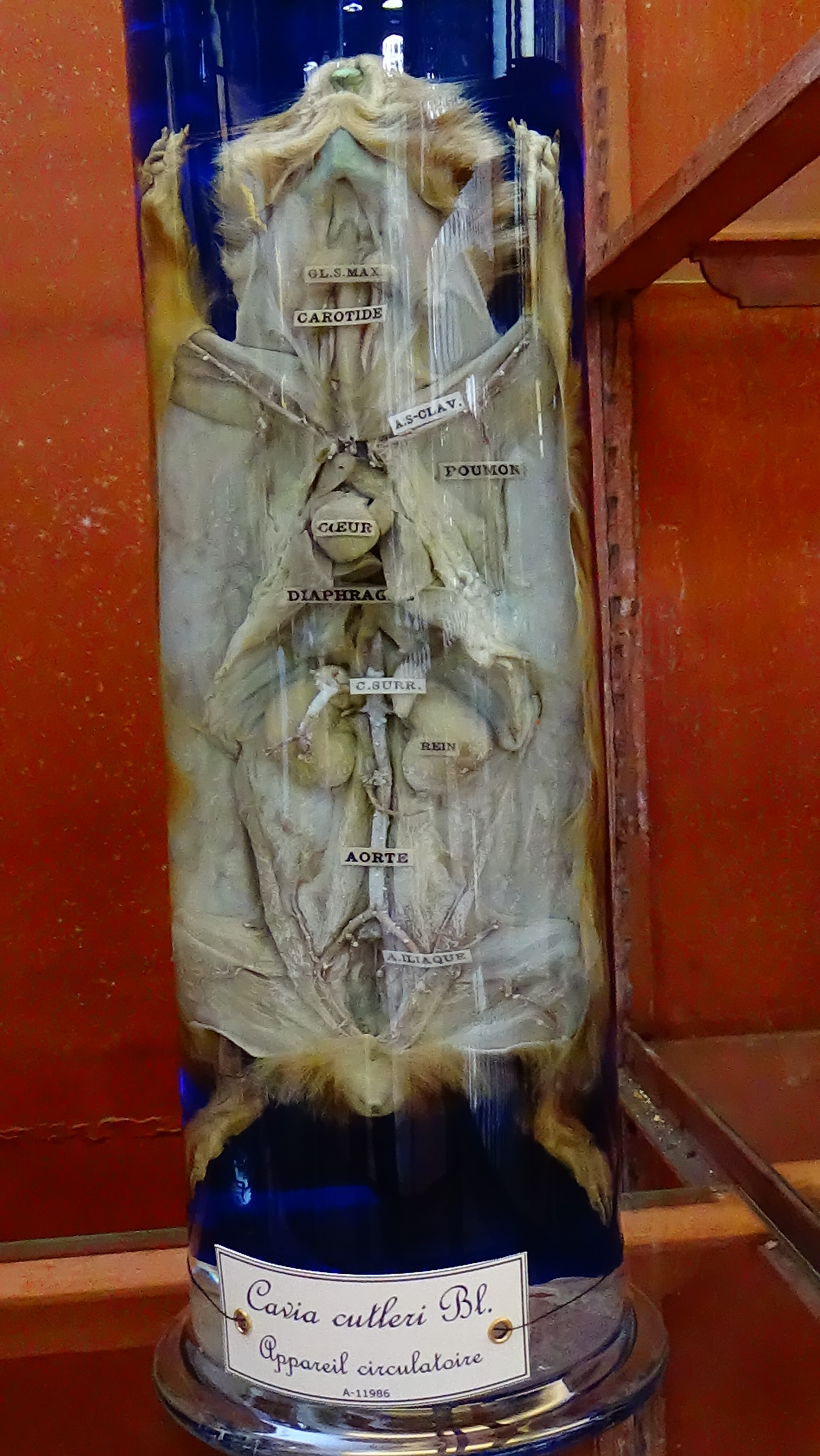
Cavia tschudii - Cavia Cutleri - appareil circulatoire - mnhn Paris

Le cobaye sauvage péruvien a été décrit par Edward Turner Bennett en 1835 qui le nomme Cavia cutleri. Johann Jakob von Tschudi, dans une publication de 1845, utilise le terme de Cavia Cutleri pour se référer à ce que l’on considère  maintenant en 2 entités : la première, le Cavia cutleri de Bennett qui a été identifié et décrit avec un pigment différent du Cavia porcellus, et la seconde comme un cochon sauvage péruvien différent de l’animal décrit par Benett. En 1857, Leopold Fitzinger renomme celui-ci en Cavia tschudii.

## Liste des sous-espèces
Selon Mammal Species of the World (version 3, 2005)  (8 févr. 2013) :
- sous-espèce Cavia tschudii arequipae
- sous-espèce Cavia tschudii festina
- sous-espèce Cavia tschudii osgoodi
- sous-espèce Cavia tschudii sodalis
- sous-espèce Cavia tschudii stolida
- sous-espèce Cavia tschudii tschudii

Selon NCBI (8 févr. 2013) :
- sous-espèce Cavia tschudii osgoodi
- sous-espèce Cavia tschudii sodalis